# Nacht der Entscheidung – Miracle Mile
Nacht der Entscheidung – Miracle Mile ist ein US-amerikanisches Science-Fiction-Drama von Regisseur Steve De Jarnatt aus dem Jahr 1988. Der Film ist eine Co-Produktion von Columbia Pictures Corporation und Miracle Mile Productions Inc. im Verleih der Hemdale Film Corporation. Er feierte am 11. September 1988 seine Premiere beim Toronto International Film Festival und kam am 19. Mai 1989 in die US-amerikanischen und am 28. September 1989 in die deutschen Kinos.

## Handlung
Harry Washello, ein junger Mann, der in Los Angeles lebt und frisch verliebt ist, möchte sich mit seiner neuen Freundin Julie in einem Diner treffen, kommt aber ein wenig zu spät. Als er zufällig ein Gespräch in einer Telefonzelle vor dem Diner annimmt, meldet sich am anderen Ende der Leitung eine panische Stimme, die davon berichtet, dass in Kürze amerikanische Atomraketen aus Raketensilos in North-Dakota abgefeuert werden sollen und mit einem atomaren Gegenschlag zu rechnen ist, welcher in etwas mehr als einer Stunde die USA erreichen wird. Geschockt und voller Angst kehrt er zurück ins Diner und erzählt den anwesenden Leuten, was gerade geschehen ist. Es beginnt eine heftige Diskussion darüber, ob dies tatsächlich wahr sein könnte und was zu tun ist. Harry hat nur noch eines im Sinn, Julie so schnell wie möglich zu finden und mit ihr zu flüchten. Er macht sich auf den Weg, um zu Julie nach Hause zu kommen und sie abzuholen. Harry findet zwischenzeitlich auch heraus, dass es einen Piloten in einem Fitness-Club in der Nähe geben soll, der einen Hubschrauber fliegen kann, und geht zu ihm, um ihm zu erklären, was in der nächsten Stunde passieren wird, und dass sie so schnell wie möglich aus der Stadt flüchten müssen. Als er dann auch Julie gefunden hat, verschweigt er zunächst, was geschehen ist, um sie nicht in Panik zu versetzen. Dabei erfindet er eine Ausrede, damit sie ihm folgt.
Als in der Stadt langsam durch die Nachrichten bekannt wird, was geschehen ist, bricht in ganz Los Angeles das Chaos aus, und die Menschen fangen an, entweder so schnell es geht mit ihrem Auto aus der Stadt zu flüchten, oder Plünderungen und Zerstörung in der ganzen Stadt anzurichten. Harry kann Julie nicht mehr länger verschweigen, was sich zutragen wird, und sie machen sich auf den Weg zum Helikopter-Landeplatz, um sich mit dem Piloten zu treffen. Die Apokalypse ist nicht mehr aufzuhalten, und die ersten Interkontinental-Raketen erreichen schon die Stadt, es herrscht Zerstörung und Tod. Die drei versuchen dennoch, den Helikopter zu starten, werden aber nach dem Start von einer Druckwelle erfasst. Dabei wird der Pilot schwer verletzt, der Helikopter stürzt in eine Asphaltgrube und fängt an zu sinken. Harry und Julie können sich nicht befreien, weil die Türen sich nicht öffnen lassen, und versinken mit dem Helikopter. Dabei sehen sie, wie immer mehr Raketen ihr Ziel erreichen und alles vernichtet wird. Sie halten sich in den Armen und bereiten sich zusammen darauf vor, in den Tod zu gehen.

## Hintergründe
- Die Dreharbeiten mit einem Budget von rund drei Millionen US-Dollar fanden in Santa Monica und Los Angeles in Kalifornien statt.
- Die Musik zum Film steuerte die deutsche Elektronik-Rockgruppe Tangerine Dream in der Besetzung Edgar Froese/Paul Haslinger bei.
- Der Film spielte in den USA nur ungefähr eine Million US-Dollar wieder ein.
- Über dreißig Jahre nachdem sie diesen Film zusammen gedreht haben und beide von anderen Ehepartnern geschieden wurden, haben Anthony Edwards und Mare Winningham 2021 geheiratet.[1]

## Auszeichnungen
- 1989: Preis in der Kategorie Beste Spezialeffekte beim spanischen Sitges Festival Internacional de Cinema Fantàstic de Catalunya
- 1989: Nominierung in der Kategorie Bester Film für Steve De Jarnatt beim spanischen Sitges – Catalonian International Film Festival
- 1990: Nominierung in der Kategorie Bestes Drehbuch für Steve De Jarnatt bei den US-amerikanischen Independent Spirit Awards
- 1990: Nominierung in der Kategorie Beste Nebenrolle für Mare Winningham bei den US-amerikanischen Independent Spirit Awards
- 1989: Nominierung für den Grand Jury Prize in der Kategorie Spielfilm für Steve De Jarnatt beim US-amerikanischen Sundance Filmfestival
- 2016: Saturn Award in der Kategorie Beste DVD- / BluRay-Veröffentlichung eines Klassikers bei der Preisverleihung der US-amerikanischen  Academy of Science Fiction, Fantasy & Horror Films

## Kritiken
- Cinema: „Die Story ist verrückt – aber sie funktioniert! – Grandioser Apokalypse-Schocker“[2]

- Moviebreak: „Schon mit den ersten Bildern wird deutlich, dass Die Nacht der Entscheidung – Miracle Mile von ganz abseitigen, herrlich einzigartigen Aufnahmen zehren wird (Kameramann Theo van de Sande leistet großartige Arbeit), die gerade durch die Kombination mit der ungreifbaren Drohkulisse und dem Soundtrack von Tangerine Dream zusehends an Strahlkraft gewinnen. Ohnehin ist der Wettlauf gegen die Zeit, den Die Nacht der Entscheidung – Miracle Mile beschreibt, ungemein sensorisches Kino, mit dem Steve De Jarnatt ein wunderbares Beispiel für ökonomisches Arbeiten abliefert: Aus geringen Mitteln wird hier dermaßen viel Potenzial geschöpft, dass es so mancher Big-Budget-Produktion die Schamesröte ins Gesicht treiben sollte. Und doch, am Ende, wenn sich die Katastrophe zuspitzt, offenbart der Film endgültig sein wahres Wesen: Die Nacht der Entscheidung – Miracle Mile ist ein wirklich romantischer, bittersüßer Liebesfilm.“[3]

- Lexikon des internationalen Films: „Ein Katastrophenfilm der einfältigsten Art, dessen unsägliche Fabel durch Kürzungen in der deutschen Fassung noch wirrer erscheint.“[4]

- Kino.de: „Grimmiger Humor und ein Wettlauf gegen die Zeit sind die Kennzeichen dieses nicht alltäglich konstruierten, apokalyptischen Thrillers.“[5]